# Area metropolitana di Beaumont-Port Arthur

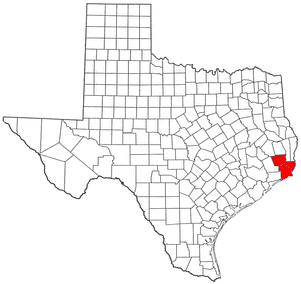
La mappa del Texas, in rosso l'area metropolitana di Beaumont-Port Arthur

L'area metropolitana di Beaumont-Port Arthur, come viene definito dallo United States Census Bureau, è un'area che comprende quattro contee del Texas sud-orientale, nello Stato del Texas. L'area metropolitana condivide confini con l'area metropolitana di Houston-The Woodlands-Sugar Land a ovest e l'area metropolitana di Lake Charles a est. L'area è anche nota come Golden Triangle. "Golden" si riferisce alla ricchezza proveniente dal pozzo petrolifero di Spindletop nei pressi di Beaumont nel 1901 e "Triangle" si riferisce all'area tra le città di Beaumont, Port Arthur, ed Orange. Secondo il censimento del 2000, la sua popolazione è di 385 090 abitanti (anche se il censimento del 2010 riportava 388 745 abitanti). La contea di Newton è stata aggiunta all'area metropolitana nella delimitazione di febbraio del 2013 (OMB Bulletin 13-01). L'aggiunta della contea di Newton aumenta la popolazione del 2010 di 14 445 abitanti.

## Contee
- Hardin
- Jefferson
- Newton
- Orange

## Comunità

### Località con più di100 000abitanti
- Beaumont (principale città)

### Località con più di50 000abitanti
- Port Arthur (principale città)

### Località da10 000a50 000abitanti
- Orange (principale città)
- Nederland
- Groves
- Port Neches
- Vidor
- Lumberton

### Località con meno di10 000abitanti
- Bevil Oaks
- Bridge City
- Central Gardens (census-designated place)
- China
- Kountze
- Mauriceville (census-designated place)
- Nome
- Pine Forest
- Pinehurst
- Pinewood Estates (census-designated place)
- Rose City
- Rose Hill Acres
- Silsbee
- Sour Lake
- Taylor Landing
- West Orange

### Località non incorporate
- Batson
- Fannett
- Forest Heights
- Hamshire
- Honey Island
- LaBelle
- Little Cypress
- Orangefield
- Saratoga
- Thicket
- Village Mills
- Votaw
- Wildwood

## Società

### Evoluzione demografica
Secondo il censimento del 2000, la popolazione era di 385 090 abitanti.

### Etnie e minoranze straniere
Secondo il censimento del 2000, la composizione etnica della città era formata dal 68,22% di bianchi, il 24,80% di afroamericani, il 2,09% di nativi americani, l'1,56% di asiatici, lo 0,03% di oceanici, il 3,13% di altre razze, e l'1,35% di due o più etnie. Ispanici o latinos di qualunque razza erano l'8,01% della popolazione.